# Hermann Ier de Lotharingie
Hermann Ier de Lotharingie (mort après le 16 août 996), surnommé Pusillus, le Courlis ou le Petit, issu de la famille des Ezzonides fut comte Palatin de Lotharingie et de plusieurs autres comtés situés le long du Rhin, dont Bonngau, Eifelgau, Mieblgau, Zülpichgau, Keldachgau, Alzey, et Auelgau, de 945 jusqu'à sa mort.

## Famille
Hermann est le fils du comte Erenfried II et de Richwara de Zülpichgau. Il épouse  en premières noces, Heylwige de Dillingen ; et ensuite, Dietbirge de Souabe. Il laisse quatre fils et une fille :
- Ezzo (Erenfried), comte palatin de Lotharingie ;
- Hezzelin (parfois nommé Hezilo, Hermann ou même Henri), comte de Zülpichgau (mort en 1033) père de Henri Ier Furiosus ;
- Hermann II de Keldachgau, Vogt de Deutz (mort en 1040) ;
- Adolphe de Lotharingie, Comte de Keldachgau, Vogt de Deutz (1008–1018) ;
- Richenza de Lotharingia, Abbesse de Nivelles.